# Fondettes
Fondettes é uma comuna francesa na região administrativa do Centro, no departamento Indre-et-Loire. Estende-se por uma área de 31,85 km². Em 2010 a comuna tinha 10 879 habitantes (densidade: 341,6 hab./km²).